# Colt Canada C20 DMR
O Colt Canada C20 DMR é um fuzil de atirador designado de 7,62×51mm NATO criado pela Colt Canada, em resposta a uma solicitação das Forças Armadas Canadenses para substituir sua carabina C8 de 5,56×45mm NATO em seções de atirador de elite. Os fuzis C20 são equipados com a mira telescópica Schmidt & Bender 3-20×50 Ultra Short.

## Projeto
O C20 DMR é um fuzil semiautomático que usa carregadores de cofre de 20 cartuchos de 7,62×51mm NATO. Uma parte importante de sua filosofia de projeto era garantir que fosse confiável em condições extremas, como aquelas especificadas nos padrões D/14 da OTAN para segurança, em que aspectos da arma como cinemática, recursos de segurança, recuo e resistência do cano são colocados sob a tensão mais severa. Durante esses testes, o C20 disparou 8.000 cartuchos sem nenhuma interrupção e atingiu uma precisão de 0,66 MOA em 144 grupos de cinco cartuchos. O cano do C20 DMR apresenta estriamento de 4 ranhuras com uma taxa de torção de 1:254 mm. A Colt Canada também anuncia a versatilidade da arma, oferecendo recursos como:
- Um cano cromado opcional
- Receptor superior integrado com uma arma anterior da Colt Canada, o Modular Rail Rifle
- Trilho superior de 44 ou 48 slots MIL-STD-1913 com inclinação integral de 0 MOA ou 20 MOA
- Slots M-LOK nas posições de 3, 6 e 9 horas
- Gatilho de dois estágios
- Coronha ajustável

## Operações
- Canadá: Os primeiros fuzis foram entregues em novembro de 2020 Um total de 272 fuzis, incluindo peças de reposição, foram comprados pelo Departamento de Defesa Nacional canadense por 8,5 milhões de dólares canadenses.[8][9][10]
- Dinamarca: Comprados para as Forças Armadas Dinamarquesas para substituir o Heckler & Koch HK417. Designados como Finskyttegevaer, Kort (FINSKGV K). A Organização de Aquisição e Logística de Defesa dinamarquesa confirmou publicamente a compra dos fuzis em 23 de setembro de 2020.[11][12]